# 呂烈嘉
呂烈嘉（1836年—？），字靜甫，安徽寧國府旌德縣人，清朝政治人物。

## 生平
- 同治六年（1863年）二月，署渠縣知縣[1][2]
- 同治十一年（1872年），署鄰水縣知縣[3]
- 同治十三年（1874年），署犍為縣督捕通判[4]
- 光緒四年（1878年），署資州直隸州知州[5]，光緒八年（1882年）因任內未完交代銀摘去頂戴，經如數完繳後開復[6]
- 光緒十五年（1889年）四月，補理番廳同知[7][8]
- 歷任江北廳同知[9][10]、署龍安府知府[11]